# Никодим Тисмански
Преподобни Никодим Тисмански (1310 — 26. децембар 1406) (познат и као Никодим Освећени, Никодим Грчић или Никодим Вратненски (по манастиру Вратни) је православни монах и светитељ.
Рођен је светитељ или у Прилепу или у Костуру, мада постоје и неки извори који наводе да је рођен у граду Прилепац у близини Новог Брда на Косову. Био је један од исихаиста — следбеника светог Григорија Синаита, који су се подвизавали умном молитвом.

## Национална припадност и место рођења
У Бугарској су крајем 20. века почели да га сврставају у бугарске светитеље, сматрајући да је Македонија у којој је рођен била настањена Бугарима. Српски и румунски извори га сматрају Србином. Радојчић претпоставља да му је отац био "Грк" из Костура, а мајка Српкиња из Прилепца. Радослав Грујић сматра да је Никодим само због доброг владања грчким језиком, прозван "Грчић".
Постоји више могућих места рођења. Једно је област Македонија (Костур или Прилеп). Међутим српски историчар и академик Ђорђе С. Радојичић који се бавио српском средњевековном историјом сматра да је рођен у месту Прилепац у близини Новог Брда на Косову, родном месту Кнеза Лазара, са којим је био у сродству). Том чињеницом објашњава да је Кнез Лазар изабрао Никодима да учествује у решавању спора између Српске православне цркве и Цариградске патријаршије, као и чињеницу да је Лазар финансирао изградњу манастира са обе стране Дунава.
Румунски митрополит Нестор Ворническу (рум. Nestor Vornicescu) сматра да је Никодим био Србин, а да је течно говорио грчки и словенски језик. Румунски историчар Александру Пиру (рум. Alexandru Piru) наводи да је прво житије Никодима Тисманског било на српском језику, а да га је после прерадио и на румунски језик записао Стефан Тисмански 1839. године. Он такође наводи да му је отац био Грк из града Костура и да је Никодим био рођак Кнеза Лазара. Румунски историчар Никола Јорга (рум. Nicolae Iorga) у неким делима наводи да је пореклом био Цинцар, док у другим наводи да је био Србин и да је писао српским језиком.
Румунски књижевни историчар Ђорђе Ивашку (рум. George Ivașcu) сматра да је Никодим био српско-грчког порекла.
Никодим је преписивао четири јеванђеља и у румунској литератури се наводи да су она записана на Словенском језику, док Бугари сматрају да је то „старобугарски језик“. Међутим по Љуби Стојановићу, текст тисманског јеванђеља из 1405. године је очигледно српски.

## Биографија
Тачан датум његовог рођења није познат. Монаси у манастиру Тисмана наводе да је умро са 109. година живота. По тој верзији је рођен око 1297. године. Други извори наводе да је рођен око 1320. године. Место рођења је такође спорно. По најновијим сазнањима Никодим је рођен 1310. године, а умро 26. децембра 1406. године. Као могућа места рођења се помињу Прилеп, Костур и Прилепац на реци Прилепници.
Од ране младости одгајан у побожности и честитости, истакао се великом даровитошћу за учење. Упознавши неке монахе из манастира Хиландара, Никодим је са њима отишао на Свету гору где се ревносно и истрајно подвизавао. По смрти тадашњег игумана хиландарског, братија на његово место поставља преподобног Никодима, који је био чувен по свом врлинском животу. Био је пријатељ са многим познатим људима тог времена, између осталих то су били Кнез Лазар, Исаија Светогорац, патријарх Јевтимије Трновски и многи други. Постоје извори који тврде да је био у сродству са Кнезом Лазаром.
Напустивши Атос, због честих турских упадања, преподобни Никодим је дошао у Србију. Кнез Лазар је желео да га постави на високу духовну функцију, но он је то одбио и настанио се у источним крајевима земље, у близини места Кладова на Дунаву. Чувши за његов подвижнички живот, око њега се окупила бројна братија, и на том месту устројише манастир са црквом Свете Тројице. Овај манастир је познат као Манастирица. У новооснованом манастиру је увео исхаистички начин живота који је научио на Светој гори.
По откровењу Божијем, Преподобни је прешао реку Дунав и настанио се у Северинском Банату, где је подигао манастир Водицу и посветио га преподобном Антонију Великом, утемељитељу монаштва. Када је благоверни кнез Лазар послао групу монаха на челу са старцем Исаијом у Цариград, ради измирења Српске и Цариградске патријаршије, са њима је ишао и преподобни Никодим, јер је био одличан зналац грчког језика. По повратку из Цариграда, преподобни је на реци Тисмани у месту Пишетор подигао манастир Тисмана у Румунији, посвећен Пресветој Богородици. Син војводе Раду Негруа, Дан је после смрти оца наставио градњу тог манастира и завршио га, што се види из његове повеље од 3. октобра 1386. године. У подизању манастира доста су му помогли српски кнез Лазар и влашки војвода Раду I. Кнез Лазар је манастирима Водици и Тисмани, не само новцем помогао него и подарио имања у својој српској држави, што потврђује његов син деспот Стефан, хрисовуљом из 1396. године. За време живота обновио је Никодим и манастир Вратну, као и манастир Прислоп.
У подизању и развоју манастира помогла му је подршка грчког митрополита у Влашкој Антинома Кристопулоса, познатих исихаста који су били на високим функцијама у црквеним организацијама околних земаља, али и велика финансијска помоћ српског кнеза Лазара и влашких војвода (Раду I), као и деспота Стефана Лазаревића, угарског краља Жигмунда и Јована Хуњадија. Св. Никодим је изградио поред наведених, још неколико православних манастира. Били су то: Гура Мотрулуј, Тополница, Вишина у Влашкој.
До краја живота је живео као исхатиста, повучен у пећину у близини манастира Тисмана.

## Просветитељ
Свети Никодим Тисмански је један од оснивача књижевности и писмености у средњем Подунављу. Између 1359. и 1360. године на српској редакцији исписан је и видински „Зборник житија“. Један од примера јаког утицаја који је Никодим оставио на писменост Подунавља је чињеница да је 7. 11. 1462. године влашки угарски вазал Влад султану Мехмеду II послао писмо на српско-словенском, молећи помоћ у рату против Угарске, а 1455. године Османлије издају повељу, такође на српско-словенском, којом се Молдавији и њеном владару Петру III Арону гарантује мир.
Познат је и по преписивању Четворојеванђеља на српско-словенском (из румунског манастира Тисмана) које се данас налази у Националном музеју у Букурешту. Текст јеванђеља у чисто српској редакцији има запис да га је 1405. године писао "поп Никодим из Угарске земље".
Пошто је византијски цар Јован V Палеолог у октобру 1369. године прешао у римокатолицизам утицај те цркве се ширио. Такође јачањем Угара на територији средњег подунавља су почели прогони хришћана. Тежак период за православље и прогони престају тек 1404. године када је деспот Стефан Лазаревић склопио савез са Угарима. Тада уједно почиње и са јачањем привилегија православним црквама у Угарској.

## Смрт
После великих трудова земаљских, преподобни Никодим је преминуо 26. децембра 1406. године у манастиру Тисмана гдје је и сахрањен. Православни румунски народ поштује преподобног Никодима, као свог просветитеља називајући га „Никодим Освећени“. У манастиру Тисмана се сваке године, 26. децембра скупљају верници из целе околине.
Данас је непознато где се налазе његове мошти. У манастиру Тисмана се налази само један прст који се чува у златном ковчегу, а где се налази остатак моштију, није познато. Још почетком 15. века, неколико година по упокојењу мошти су сакривене од Турака, али није сачуван њихов положај. Остављен је десни кажипрст за целивање.
Православна црква верује да свети Никодим од младости има дар чудотворства, а после смрти исцељивања болести и избављења од нечистих духова .
Православна црква га слави 26. децембра, Румунска по Миланковићевом прилагођеном грегоријанском календару, а Српска по јулијанском (тј. 8. јануара по званичном секуларном календару).
Свети архијерејски синод Српске православне цркве је 1986. године објавио књигу „Србљак“ у којој се налазе службе посвећене овом светитељу које се певају на великом вечерњу, на јутрењу и на литургији. Ове службе су преведене са румунског језика. Служба посвећена светом Никодиму се у црквама одржава 26. децембра (осим недељом када се преноси у неки други дан). У храмовима који су посвећени светом Никодиму, пева се заједно са васкршњом службом и службом светих Отаца.